# Аслани, Мухо
Мухо Асла́ни (алб. Muho Asllani; 17 октября 1937, Бердице) — албанский коммунистический политик, в 1981—1990 — член Политбюро ЦК АПТ. Занимал ортодоксальные ходжаистские позиции. Отстранён от власти под давлением массовых протестов. В 1994, после падения коммунистического режима, был приговорён к тюремному заключению. Амнистирован в результате беспорядков 1997. Состоял в восстановленной ортодоксальной АПТ, исключён за консерватизм.

## Колхозник и партинструктор
Родился в бедной крестьянской семье из окрестностей Шкодера. Учился в сельскохозяйственном техникуме Шкодера. Работал в колхозе бригадиром виноградарей. В 1958—1959 служил в погранвойсках. После демобилизации окончил Сельскохозяйственный университет Тираны. Получил агрономическое образование, но по специальности не работал, поступив в аппарат правящей компартии АПТ.
В 1964—1968 Мухо Аслани занимал инструкторские должности в региональных комитетах АПТ округа Шкодер. В 1968 окончил Высшую партшколу и был введён в ЦК АПТ. С 1969 по 1974 — секретарь шкодерского городского комитета АПТ. В 1974—1976 возглавлял парторганизации АПТ в округах Мати и Кукес.

## Член Политбюро
В 1976 Мухо Аслани был переведён в Тирану и назначен заместителем министра сельского хозяйства НРА. В 1979 руководил в Шкодере восстановительными работами после разрушительного землетрясения. В 1981 кооптирован в состав высшего органа партийно-государственной власти — Политбюро ЦК АПТ. Он также возглавлял парторганизацию округа Дуррес, вторую по величине в стране. С 1982 являлся депутатом Народного собрания.
Мухо Аслани занимал ортодоксально-сталинистские позиции. Полностью поддерживал политику первого секретаря ЦК АПТ Энвера Ходжи, проявлял личную преданность. В то же время Аслани имел конфликты с премьер-министром Мехметом Шеху. Эти противоречия Аслани объяснял своим стремлением облегчить положение крестьян, тогда как Шеху проводил жёсткую финансовую политику и экономил социальные расходы на селе. При этом Аслани подчёркивал, что всегда находил понимание у Ходжи.
После смерти Энвера Ходжи новый первый секретарь ЦК АПТ Рамиз Алия повёл политику крайне осторожных и ограниченных преобразований. Мухо Аслани с большим подозрением относился к этому курсу. Вместе с Ленкой Чуко, Симоном Стефани, Хекураном Исаи, Фото Чами, Мухо Аслани принадлежал к консервативной группе в Политбюро — старавшейся не допустить никаких отклонений от ходжаистского курса.

## Восстание и отставка
С января 1990 в Албании начались массовые антикоммунистические протесты. Весной — летом в Кавае выступления имели выраженный религиозно-патриотический и антиколхозный характер. Произошли столкновения демонстрантов с полицией. 11 июля 1990 Мухо Аслани и Ленка Чуко прибыли в Каваю «для воздействия на массы» (при этом учитывалось, что оба в молодости работали в колхозах). Им никак не удалось повлиять на ситуацию, протесты продолжались по нарастающей — однако в общественном восприятии Аслани оказался связан с попытками подавления и кровопролитием.
В декабре 1990 года — на фоне массовых антикоммунистических демонстраций, создания оппозиционной партии и независимого профсоюза — Рамиз Алия предпринял новый политический манёвр: консерваторы Аслани, Чуко, Стефани, Чами были выведены из Политбюро. После этого политические позиции Мухо Аслани уже не восстановились.

## Тюрьма и амнистия
В 1991 произошло падение коммунизма в Албании. На выборах 1992 к власти пришла антикоммунистическая Демократическая партия (ДПА). В 1993 Мухо Аслани был арестован и привлечён к ответственности вместе с группой партийно-государственных руководителей, включая Бесника Бектеши, Ламби Гегприфти, Прокопа Мурра, Пали Миску, Ленку Чуко, Хайредина Челику, Фото Чами. Он был признан виновным в злоупотреблении властью и приговорён к 5 годам заключения.
Условия тюремного содержания были жёсткими. Как отмечал сам Аслани, пыток к осуждённым не применялось, но в тюрьме бывшим руководителям АПТ пришлось столкнуться с «представителями класса, который коммунисты осуждали».
В 1996 было возбуждено новое уголовное дело — по факту преступлений против человечности. Однако после политического кризиса и массовых беспорядков 1997 Аслани и другие осуждённые были освобождены по амнистии. К власти пришла реформированная АПТ — Социалистическая партия Албании (СПА).

## Консерватор-традиционалист
Мухо Аслани остался при прежних взглядах. В своих выступлениях и интервью он подчёркивает приверженность коммунистической традиции, прославляет Энвера Ходжу. Жёстко критикует за «ревизионистское отступничество» лидеров СПА, особенно Фатоса Нано и Эди Раму (но не Рамиза Алию). В то же время Аслани довольно положительно и терпимо относится к Сали Берише, многолетнему лидеру антикоммунистической ДПА, характеризует его как «лучшего в Албании врача-кардиолога».
В 2002 группа членов ортодоксальной Компартии Албании объявила о восстановлении Албанской партии труда. К восстановленной АПТ примкнул и Мухо Аслани. В 2007 Аслани баллотировался от АПТ в мэры Дурреса, однако собрал незначительное количество голосов.
В 2013 Мухо Аслани — лично знавший Энвера Ходжу и состоявший при нём в Политбюро — был исключён из АПТ. Консервативный коммунист категорически не принял толерантный курс: новая АПТ выступает за легализацию в Албании проституции и ЛГБТ (при Ходже подобное было совершенно немыслимо). Кроме того, партийное руководство инкриминировало Аслани сотрудничество с Сали Беришей.